# Lankau
Lankau là một đô thị thuộc huyện Lauenburg, trong bang Schleswig-Holstein, nước Đức. Đô thị Lankau có diện tích 19,12 km², dân số thời điểm 31 tháng 12 năm 2006 là 476 người.